# Platte County, Missouri
Platte County är ett administrativt område i delstaten Missouri, USA, med 89 322 invånare. Den administrativa huvudorten (county seat) är Platte City. 
Delar av storstaden Kansas City ligger inom countyt.

## Geografi
Enligt United States Census Bureau har countyt en total area på 1 106 km². 1 089 km² av den arean är land och 18 km² är vatten.    

### Angränsande countyn
- Buchanan County - norr
- Clinton County - nordost
- Clay County - öst
- Jackson County - sydost
- Wyandotte County, Kansas - söder
- Leavenworth County, Kansas - sydväst
- Atchison County, Kansas - nordväst